# Gleasonia cururuensis
Gleasonia cururuensis är en måreväxtart som beskrevs av Egler. Gleasonia cururuensis ingår i släktet Gleasonia och familjen måreväxter. Inga underarter finns listade i Catalogue of Life.